# Ottomar von Mayenburg

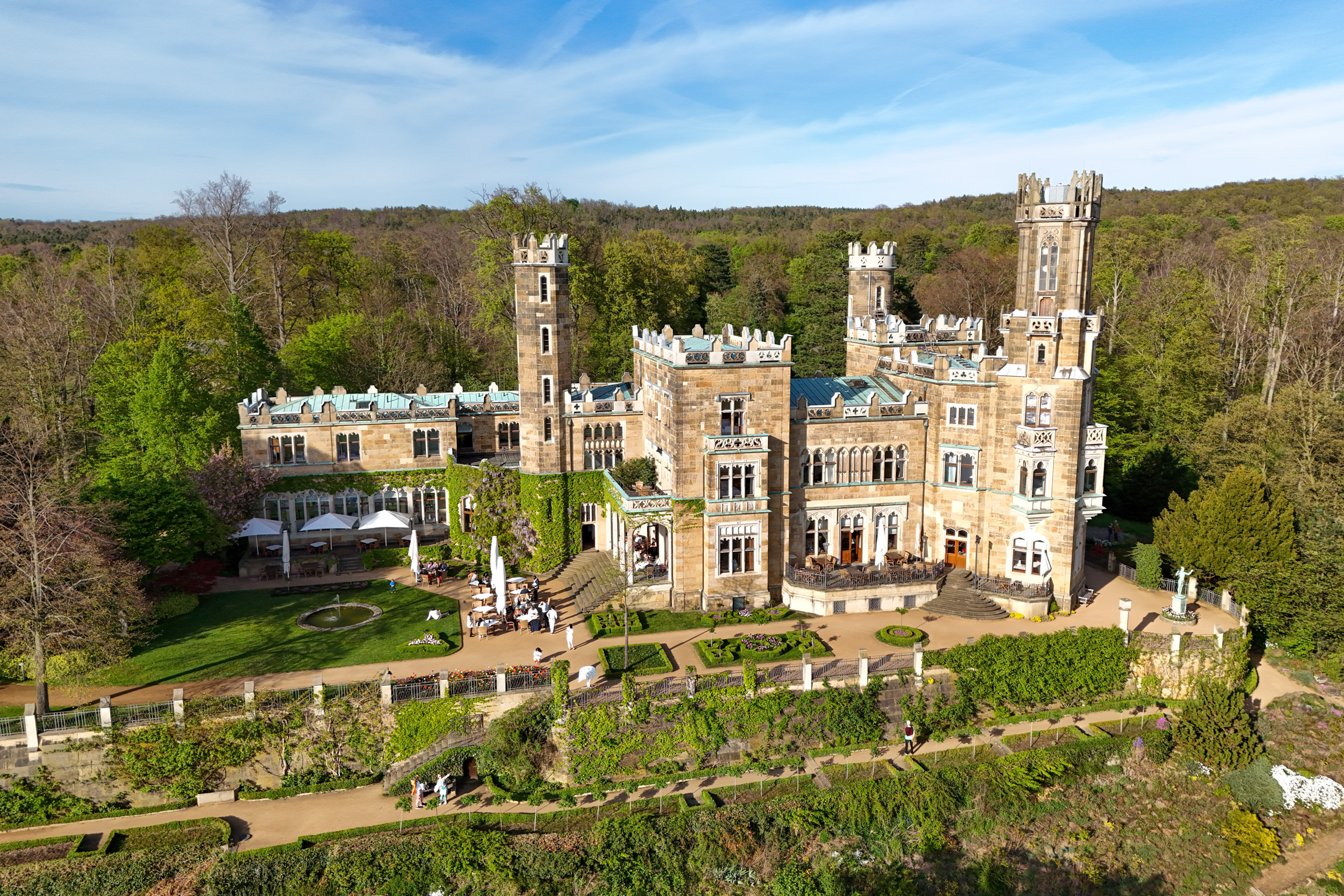
Schloss Eckberg, 2024. Wohnsitz der Familie Heinsius von Mayenburg.

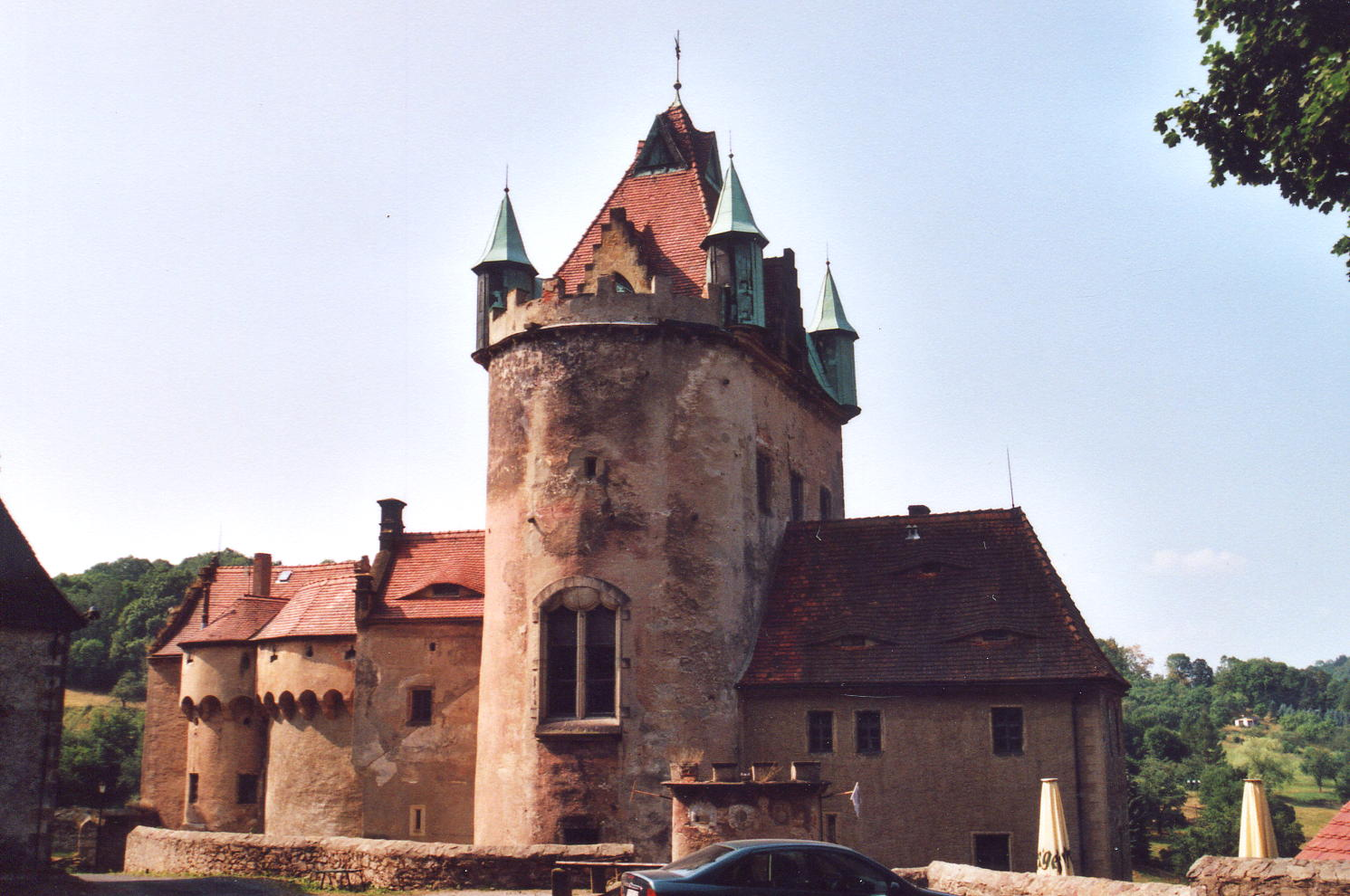
Schloss Kuckuckstein in Liebstadt, 1931 erworben.

Gustav Ottomar Heinsius von Mayenburg (* 5. Dezember 1865 in Schönheide; † 24. Juli 1932 auf Gut Roseneck am Wörthersee) war ein deutscher Apotheker und Unternehmer, der die Chlorodont-Zahnpasta entwickelte.

## Leben
Gustav Ottomar Heinsius von Mayenburg war der Sohn des königlich sächsischen Postdirektors Max Heinsius von Mayenburg (1818–1903) und dessen zweiter Ehefrau Ida geb. Schneider (1830–1910) sowie der Bruder des Architekten Georg Heinsius von Mayenburg. Von Mayenburg besuchte zunächst die Bürgerschule in Colditz und danach bis 1882 die Realschule in Mittweida. Er studierte Pharmazie und Botanik an der Universität Leipzig und legte dort das Staatsexamen ab. Nach dem Studium ging von Mayenburg nach Dresden und arbeitete in der Hofapotheke. Er promovierte im Jahr 1901 an der Philosophischen Fakultät der Universität Leipzig zum Doktor der Philosophie (Dr. phil.). Später übernahm er die Dresdner Löwenapotheke am Altmarkt. Von Mayenburg heiratete 1914 in Dresden die in Mittweida geborene Rose Helene von Loeben (1880–1956), Tochter des Juristen Wolf von Loeben und seiner zweiten Ehefrau Helene Uhlemann. Das Ehepaar Rose und Ottomar von Mayenburg hatte vier Kinder, Christoph, Elisabeth, Ursula, Anne-Rose, und wohnte in Dresden-Neustadt, Schloss Eckberg. Er war Gutsbesitzer in Liebstadt bei Pirna. Seine Witwe und die Kinder waren Mitglied der Deutschen Adelsgenossenschaft, Landesabteilung Sachsen. Die Autorin Ruth von Mayenburg war seine Nichte.

## Entwicklung und Verkauf der Zahnpasta
Im Mai 1907 begann er auf dem Dachboden seiner Apotheke am Dresdner Altmarkt mit der Herstellung der von ihm entwickelten Chlorodont-Zahnpasta, indem er Zahnpulver, Mundwasser und ätherische Öle mischte. Von Mayenburg füllte seine Zahnpasta in Tuben ab und trat damit in Konkurrenz zu den damals führenden Tubenzahncremes Kalodont von Carl Sarg oder Pebeco von Beiersdorf, die er durch geschicktes Marketing bald überflügelte.
Aus dieser Idee entwickelte von Mayenburg ein Unternehmen, das 1917 bereits 60 Laboranten beschäftigte. Die Chlorodont-Zahnpasta trat ihren Siegeszug an, unterstützt durch für damalige Verhältnisse massive Werbung.
Er gründete die Leo-Werke, die neben der Chlorodont-Zahnpasta auch die Leo-Pillen herstellten. Es wurden auch die Tuben, die Verschlüsse und die Pappschachteln hergestellt und die Zutaten z. B. der Naturkalkstein im eigenen Kalkabbau und die Pfefferminze in einer eigenen Plantage gewonnen. In den 1920er Jahren hatten die Leo-Werke über 20 Filialen in Deutschland, Europa und Amerika mit insgesamt über 1000 Beschäftigten. Mayenburg kaufte vier Schlösser für sich und seine Kinder, unter anderem das Schloss Eckberg bei Dresden. Für seine Belegschaft zeigte er viel soziales Engagement. So gab es bereits früh einen Werksarzt und eine Kantine. Es gab einen werkseigenen Sportplatz (auf dem auch eine Damen-Fußballmannschaft spielte) und ein Erholungsheim für Mitarbeiter in Kipsdorf (Ober-Kipsdorf) im Erzgebirge.
Die Chlorodont-Zahnpasta war in der Bundesrepublik Deutschland bis 1989 erhältlich. Noch in den 1960er Jahren wurde die Marke Chlorodont auch in der DDR genutzt. Auch die verkaufsfördernden Vogelbilder waren beliebtes Tauschobjekt für Interessierte.
In der Tageszeitung Dresdner Neueste Nachrichten wurde er im Jahr 2000 zu einem der „100 Dresdner des 20. Jahrhunderts“ gewählt.

## Multimedia
- „Die Zahnpasta des Herrn von Mayenburg“, Film von Götz Goebel (30 Min.) für die SWR-Reihe „Patente & Talente“, Erstsendung am 29. Dezember 2007

## Genealogie
- Gothaisches Genealogisches Taschenbuch der Adeligen Häuser. Zugleich Adelsmatrikel der Deutschen Adelsgenossenschaft. Teil B (Briefadel). 30. Jahrgang. 1938, Justus Perthes, Gotha 1937, S. 227 f.
- Gothaisches Genealogisches Taschenbuch der Adeligen Häuser. Zugleich Adelsmatrikel der Deutschen Adelsgenossenschaft. Teil B (Briefadel). 19. Jahrgang. 1927, Justus Perthes, Gotha 1937, S. 368 f.